# Rindge
Rindge är en kommun (town) i Cheshire County i delstaten New Hampshire, USA med 6 476 invånare (2020). Den har enligt United States Census Bureau en area på ungefär 103 km². Rindge är säte för Franklin Pierce University.